# Фаулър (град, Калифорния)
Фаулър (на английски: Fowler) е град в окръг Фресно, щата Калифорния, САЩ. Фаулър е с население от 6495 жители (по приблизителна оценка от 2017 г.) и обща площ от 5,2 km². Намира се на 94 m надморска височина. ЗИП кодовете му са 93625, а телефонният му код е 559.